# Carl Landry
Carl Christopher Landry (Milwaukee, Wisconsin, 19 de septiembre de 1983) es un jugador de baloncesto estadounidense que se encuentra sin equipo. Mide 2,03 metros, y juega en la posición de pívot. Es hermano del también jugador profesional Marcus Landry.

## Trayectoria deportiva

### Universidad
Landry comenzó su andadura universitaria en la Universidad de Vincennes, un centro de segunda fila deportivamente hablando, donde jugó también Shawn Marion. Promedió 14,7 puntos y 7,8 rebotes en su temporada de novato, de la cual se perdió gran parte de la misma por una lesión en una mano. En su segunda temporada sus cifras subieron hasta los 19,6 puntos, 8,9 rebotes y 2,3 tapones, siendo elegido en el mejor quinteto nacional de los junior colleges estadounidenses. En 2004 fue transferido a la Universidad de Purdue, donde en su primera temporada allí logró promediar 18,2 puntos (el mejor de la conferencia) y 7,2 rebotes, por lo que fue incluido en el segundo mejor quinteto de la Big Ten Conference. A finales de esa temporada se lesionó en un pie, lo que le hizo perderse el final de la misma y la siguiente entera, por lo que le fue concedido lo que en la NCAA se conoce como red shirt, que quiere decir que podría seguir jugando un año más como universitario por causa de la lesión.
En su último año lideró a los Bolilermakers en puntos y en rebotes, consiguiendo ser nombrado en tres ocasiones como mejor jugador de la semana, y finalmente incluido en el mejor quinteto del año. Terminó su carrera universitaria con 18,9 puntos y 7,3 rebotes por partido. 

### Profesional

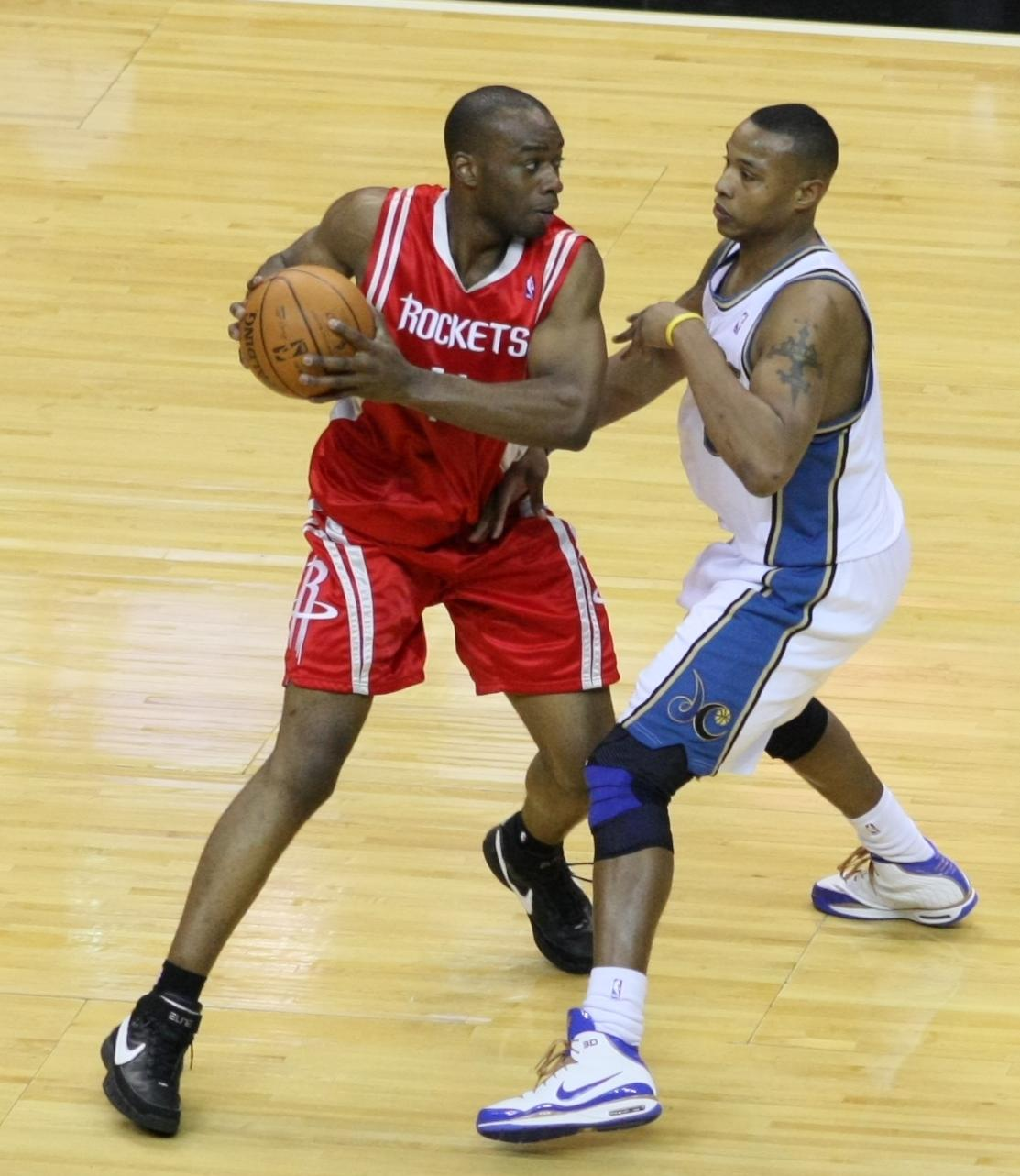
Landry, con la camiseta de Houston Rockets.

Fue elegido en el puesto 31 de la segunda ronda del Draft de la NBA de 2007 por Seattle Supersonics, quienes traspasaron sus derechos a Houston Rockets a cambio de una futura elección en segunda ronda. En octubre de 2007 firmó contrato con este equipo.
En su primera temporada, promedió 8,1 puntos en 42 partidos. Su momento de gloria llegó en el tercer partido de la eliminatoria de primera ronda ante Utah Jazz, colocando un tapón al base Deron Williams en el último segundo del encuentro y dando así la victoria a los Rockets (2-1 en la serie).
El 18 de febrero de 2010 fue traspasado a Sacramento Kings en el traspaso a tres bandas que envió a Tracy McGrady a New York Knicks.
El 23 de febrero de 2011, fue traspasado a New Orleans Hornets a cambio de Marcus Thornton.
[actualizar]

## Estadísticas de su carrera en la NBA

### Temporada regular
| Año     | Equipo       | PJ  | PT | MPP  | %TC  | %3P  | %TL  | RPP | APP | ROB | TPP | PPP  |
| ------- | ------------ | --- | -- | ---- | ---- | ---- | ---- | --- | --- | --- | --- | ---- |
| 2007-08 | Houston      | 42  | 0  | 16.9 | .616 | .000 | .661 | 4.9 | .5  | .4  | .2  | 8.1  |
| 2008-09 | Houston      | 69  | 0  | 21.3 | .574 | .333 | .813 | 5.0 | .6  | .4  | .4  | 9.2  |
| 2009-10 | Houston      | 52  | 1  | 27.2 | .547 | .000 | .839 | 5.5 | .8  | .5  | .9  | 16.1 |
| 2009-10 | Sacramento   | 28  | 28 | 37.6 | .520 | .333 | .741 | 6.5 | .9  | 1.0 | .6  | 18.0 |
| 2010-11 | Sacramento   | 53  | 16 | 26.5 | .492 | .000 | .721 | 4.8 | .9  | .6  | .4  | 11.9 |
| 2010-11 | New Orleans  | 23  | 10 | 26.2 | .527 | .000 | .795 | 4.1 | .6  | .4  | .5  | 11.8 |
| 2011-12 | New Orleans  | 41  | 8  | 24.4 | .503 | .000 | .799 | 5.2 | .9  | .3  | .3  | 12.5 |
| 2012-13 | Golden State | 81  | 2  | 23.2 | .540 | .333 | .817 | 6.0 | .8  | .4  | .4  | 10.8 |
| 2013-14 | Sacramento   | 18  | 1  | 12.9 | .517 | .000 | .824 | 3.2 | .3  | .2  | .1  | 4.2  |
| 2014-15 | Sacramento   | 68  | 13 | 16.8 | .513 | .000 | .819 | 3.8 | .4  | .2  | .3  | 7.0  |
| 2015-16 | Philadelphia | 36  | 12 | 15.8 | .556 | .462 | .736 | 4.1 | .9  | .3  | .3  | 9.8  |
| Total   | Total        | 513 | 93 | 22.5 | .535 | .300 | .785 | 4.9 | .7  | .4  | .4  | 10.8 |

### Playoffs
| Año   | Equipo       | PJ | PT | MPP  | %TC  | %3P  | %TL  | RPP | APP | ROB | TPP | PPP  |
| ----- | ------------ | -- | -- | ---- | ---- | ---- | ---- | --- | --- | --- | --- | ---- |
| 2008  | Houston      | 6  | 0  | 17.7 | .423 | .000 | .750 | 4.7 | .0  | 1.2 | .5  | 5.7  |
| 2009  | Houston      | 13 | 0  | 18.5 | .557 | .000 | .576 | 3.9 | .2  | .3  | .4  | 7.5  |
| 2011  | New Orleans  | 6  | 6  | 35.5 | .456 | .000 | .917 | 5.0 | 1.0 | .7  | .5  | 15.8 |
| 2013  | Golden State | 12 | 3  | 20.5 | .520 | .000 | .731 | 5.2 | 1.4 | .6  | .2  | 11.8 |
| Total | Total        | 19 | 0  | 22.3 | .494 | .000 | .753 | 4.4 | .4  | .6  | .4  | 9.0  |